# Blackburneus paragnu
Blackburneus paragnu är en skalbaggsart som beskrevs av Vladimir Balthasar 1971. Blackburneus paragnu ingår i släktet Blackburneus och familjen Aphodiidae. Inga underarter finns listade.